# Mykołajiwka (rejon konotopski)
Mykołajiwka (ukr. Миколаївка) – wieś na Ukrainie, w obwodzie sumskim, w rejonie konotopskim, w hromadzie Buryń. W 2001 liczyła 641 mieszkańców, spośród których 636 wskazało jako ojczysty język ukraiński, 4 rosyjski, a 1 osoba się nie zadeklarowała.